# Fleinheim
Fleinheim ist ein Ortsteil der Gemeinde Nattheim im Landkreis Heidenheim (Baden-Württemberg).

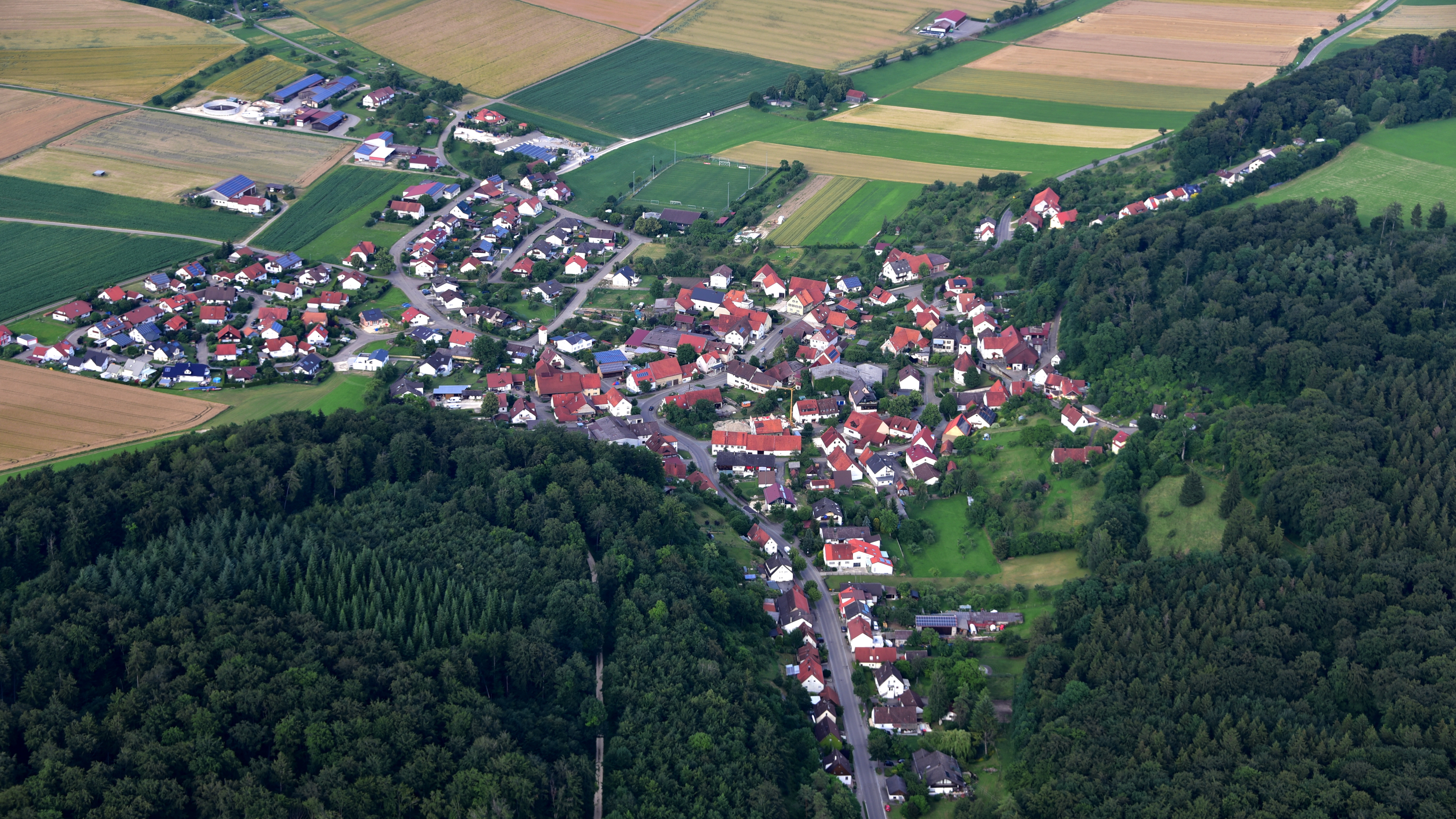
Fleinheim, Luftaufnahme (2016)

## Geographie und Geologie
Der Ort liegt fünf Kilometer östlich von Nattheim unweit der Grenze zu Bayern. Die nächste größere Stadt ist das etwa elf Kilometer entfernte Heidenheim an der Brenz. Fleinheim liegt auf dem Härtsfeld in einer sogenannten Zetaschüssel. Den Untergrund bilden Plattenkalke und kalkfreie, bohnerzführende Lehme. Ein von mächtigen Feuersteinlehmen aufgebauter bewaldeter Höhenrücken verläuft nördlich davon bei Auernheim. Im Südosten hat die Gemarkung Anteil an einem ebenfalls bewaldeten Hügelland aus Massenkalken (Weißjura Epsilon), Bunter Breccie und Gries. An der Straße Richtung Dischingen ist der Ort in einer Trockentalmulde von bewaldeten Weißjurahöhen umgeben. Durch diese fließt jahreszeitlich der Fleinheimer Bach, welcher westlich des Ortes entspringt.

## Geschichte
Die Besiedelung des Gebietes um Fleinheim lässt sich bis in die Latènezeit zurückverfolgen. Dies zeigen Funde vom 5. April 1902 auf dem Ahlenberg, wo neben Nachbestattungen in alten hallstattzeitlichen Grabhügeln auch ein 30 cm langes, eisernes Schwert aufgefunden wurde. Noch heute findet sich auf einer Anhöhe nordwestlich des Dorfes eine sich immer noch deutlich abzeichnende Keltenschanze mit Vorwerk. (48° 42′ 54,4″ N, 10° 17′ 22,1″ O) Diese wird im Volksmund „Burg“ genannt. Vermutlich wurde das Gebiet um Fleinheim damals vom Stamm der Vindeliker bewohnt, bis diese um das Jahr 0 herum von den vorrückenden Römern vertrieben wurden.
Urkundlich erwähnt wurde Fleinheim das erste Mal 1277. 1356 erschien Fleinheim unter der Bezeichnung „Flyn“ in einem Teilungsbrief der Grafen von Helfenstein, welche von 1351 bis 1448 als Besitzer der Herrschaft Heidenheim auch Herren Fleinheims waren. 1450 gelangte die Herrschaft für kurze Zeit in bayerischen Besitz. 1504 wurde Fleinheim dann endgültig württembergisch. Herzog Christoph von Württemberg erwarb 1559 Teilbesitzrechte auf Fleinheim, 1567 trat das Kloster Elchingen seine Güter und Rechte in Fleinheim an den Herzog ab. Nach der Schlacht bei Nördlingen 1634 wurde Fleinheim von Truppen der siegreichen kaiserlich-bayerisch-spanischen Truppen (Katholische Seite) geplündert und zerstört. Nur 7 Personen überlebten. 1650–1658 konnte unter großen Schwierigkeiten wieder eine Schule eingerichtet werden und das Dorf erholte sich mehr und mehr.
1763 wurde unter der Leitung von Josef Dossenberger die noch heute bestehende Fleinheimer Petruskirche errichtet. 1802 zerstörte eine Feuerbrunst zum zweiten Male das Dorf. 47 Häuser und Gebäude fielen bei dem Großbrand dem Feuer zum Opfer, etwa drei Viertel Fleinheims. In den folgenden Jahrzehnten erfolgte der Wiederaufbau.
Der schon von den Kelten genutztem Reichtum an Bohnerz war bis Anfang des 19. Jahrhunderts die Grundlage eines bescheidenen Bergbaus.
Um 1850 wurde das Gasthaus „Schwanen“ und das heute noch bestehende Wirtshaus „Ochsen“ zum ersten Mal erwähnt.
Im Ersten Weltkrieg hatte Fleinheim 18 Gefallene und einen Vermissten zu beklagen. 1920 wurde Fleinheim an des Stromnetz angeschlossen. Mitte der zwanziger Jahre gründeten sich in Fleinheim verschiedene, bis heute bestehende Vereine, wie der Sängerkranz Fleinheim e.V. (1922) und die Sportfreunde Fleinheim e.V. (1930).
Nach dem Zweiten Weltkrieg änderte sich das Ortsbild an verschiedenen Stellen. Die Schwanenbrauerei stellte 1945 ihren Betrieb ein, nachdem sämmtliche vier Söhne des Inhabers im Krieg gefallen waren. 1954 wurde das alte Rathaus mitsamt Gefängniszelle abgebrochen. Daraufhin wurde ein neues Gemeindeverwaltungsgebäude errichtet, in welchem bis 1966 auch eine einklassige Volksschule untergebracht war. Von 1957 an wurde Fleinheim an die Kanalisation angeschlossen, die Straßen wurden geteert. Auch eine Kläranlage (48° 42′ 28,7″ N, 10° 18′ 21,8″ O) konnte die kleine Gemeinde ihr Eigen nennen. 1972 wurde Fleinheim im Zuge einer Verwaltungsreform zusammen mit Auernheim und Steinweiler nach Nattheim eingemeindet. 1980 konnte ein neuer Sportplatz mitsamt Turnhalle eröffnet werden; diese wurden unter gemeinsamen Anstrengungen von der Dorfgemeinschaft errichtet. 1989 wurde Fleinheim an das öffentliche Gasnetz angeschlossen.
Im Jahr 2022 wurde das 50-jährige Jubiläum der Eingemeindung nach Nattheim feierlich begangen.

## Bauwerke
Die Petruskirche in Fleinheim wurde um 1350 erbaut und 1763 bis auf den Turm neu aufgebaut.

## Verkehr
Die Landesstraße L 1181 verbindet Fleinheim mit Nattheim und Dischingen. Sechs Kilometer westlich verläuft die
Autobahn A7. Sie ist über die Anschlussstelle Heidenheim (AS 116) erreichbar.

## Personen, die in Fleinheim gewirkt haben
Kirchenbaumeister Josef Dossenberger, Erbauer der Fleinheimer Petruskirche